# Hanky Panky
Hanky Panky è una canzone del 1990 dell'artista Madonna, secondo e ultimo singolo estratto dall'album I'm Breathless.
La canzone, come altre incluse nell'album, è ispirata alle atmosfere del film Dick Tracy, interpretato da Warren Beatty, Al Pacino e dalla stessa Madonna. Come b-side venne usato il brano More.

## Videoclip
Nessun video è stato girato per il brano, così fu utilizzata un'esibizione del Blond Ambition Tour come video.

## Esecuzioni dal vivo
La canzone è stata eseguita da Madonna durante il Blond Ambition Tour (1990) e il Re-Invention Tour (2004).

## Classifiche
| Classifica (1990)     | Posizione |
| --------------------- | --------- |
| Usa Billboard Hot 100 | 10        |
| Canada                | 18        |
| Giappone              | 17        |
| Australia             | 6         |
| Uk                    | 2         |
| Irlanda               | 3         |
| Olanda                | 13        |
| Belgio                | 11        |
| Spagna                | 13        |
| Finlandia             | 1         |
| Austria               | 20        |
| Svizzera              | 15        |
| Germania              | 21        |
| Italia                | 5         |
| Eurochart             | 4         |
| South Africa          | 7         |